# 日本心身健康科学会
日本心身健康科学会（にほんしんしんけんこうかがくかい）は、心身健康を科学的に研究することを目的として、2005年に設立された学術機関である。旧学会名は「人間総合科学会」で、2007年9月に現在の「日本心身健康科学会」として活動している。
英語名は The Japan Society of Health Sciences of Mind and Body である。

## 概要
- 心身の有機的関連性を考察する心身健康科学の進歩・普及を推進し、広く学術の発展に寄与することを目的としている[1]。

## 沿革
- 2005年2月 「人間総合科学会」として設立。初代会長は佐藤昭夫。二代目会長は筒井末春。
- 2007年9月 「日本心身健康科学会」に改名。

## 学術集会・総会
- 人間総合科学大学の蓮田キャンパス、お茶の水サテライトキャンパスを利用して開催されることが多い。

## 学会誌
- 「心身健康科学」（Journal of Health Sciences of Mind and Body）
  - 年2刊発行（2月・9月）

## 認定制度
- 心身健康アドバイザー

## 関連事項
- 心身健康科学／人間科学／保健学／医学
- 人間総合科学大学
- 心身健康アドバイザー